# Nazionale femminile di pallacanestro di Samoa
La nazionale femminile di pallacanestro di Samoa è la rappresentativa cestistica femminile di Samoa ed è posta sotto l'egida della Federazione cestistica di Samoa.
Ha preso parte ai FIBA Oceania Championship 1993 giungendo seconda.

## Piazzamenti

### Campionati oceaniani
- 1993 -  2°